# Hemichloridia euprepia
Hemichloridia euprepia là một loài bướm đêm trong họ Noctuidae.